# Harald Witt
Harald Witt (* 18. November 1952 in Lübeck), Spitzname „Die Katze“, ist ein ehemaliger deutscher Fußballspieler.

## Karriere
Witt wechselte 1975 vom 1. FC Phönix Lübeck als Torhüter zum damaligen Regionalligisten VfB Oldenburg und beendete dort 1985 seine aktive Laufbahn.
Zu seinen größten Erfolgen zählt die Saison 1980/81 in der 2. Bundesliga (Nord).
Witt wurde 2006 nach einem Gespräch mit Josef Zinnbauer und Jörg Rosenbohm wieder beim VfB Oldenburg als Torwart-Trainer tätig und trainierte unter anderem Mansur Faqiryar. Er wurde dann überraschend im September 2014 vom Verein entlassen.